# Naja (zoologia)
Naja Laurenti, 1768 è un genere di serpenti della famiglia Elapidae, noti comunemente come cobra.
Nel veleno di alcune specie è presente una neurotossina chiamata cobratossina.

## Specie
- Naja annulifera Peters, 1854
- Naja atra Cantor, 1842
- Naja haje (Linnaeus, 1758)
- Naja kaouthia Lesson, 1831
- Naja katiensis Angel, 1922
- Naja mandalayensis Slowinski et Wüster, 2000
- Naja melanoleuca Hallowell, 1857
- Naja mossambica Peters, 1854
- Naja naja (Linnaeus, 1758)
- Naja nigricollis Reinhardt, 1843
- Naja nivea (Linnaeus, 1758)
- Naja nubiae Wüster et Broadly, 2003
- Naja oxiana (Eichwald, 1831)
- Naja pallida Boulenger, 1896
- Naja philippinensis Taylor, 1922
- Naja sagittifera Wall, 1913
- Naja samarensis Peters, 1861
- Naja siamensis Laurenti, 1768
- Naja sputatrix F. Boie, 1827
- Naja sumatrana Müller, 1887

## Galleria d'immagini

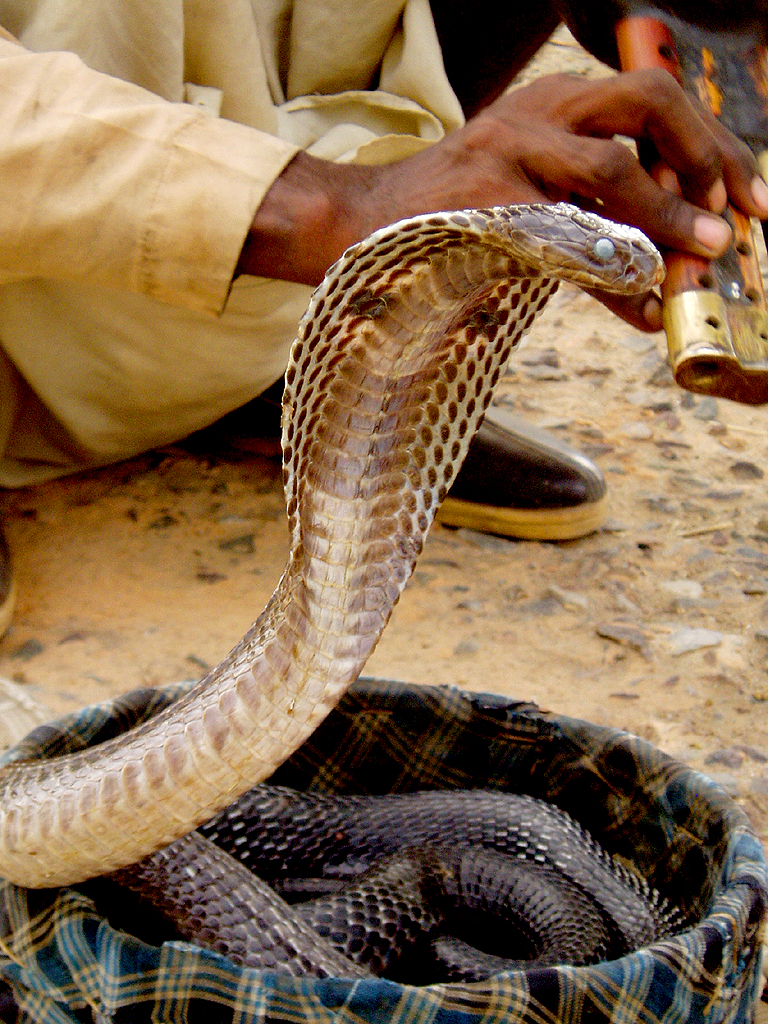
Naja naja con incantatore vicino
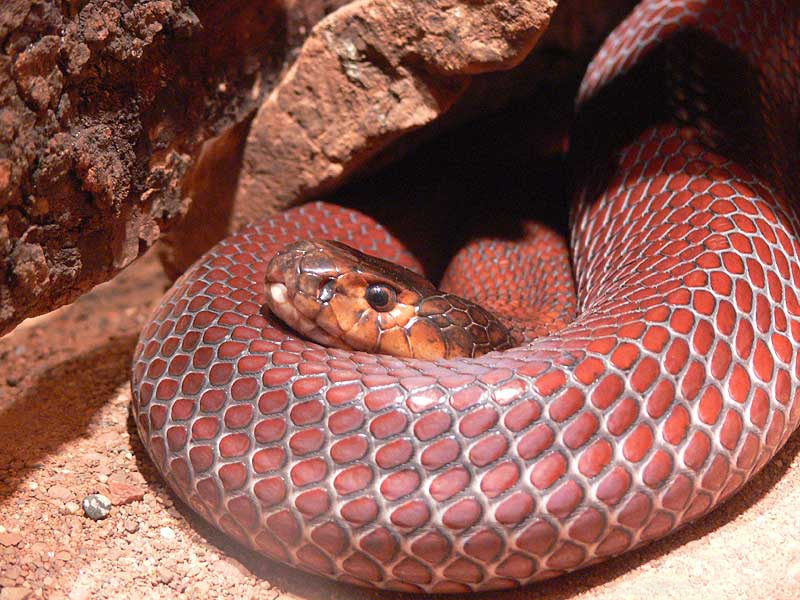
Naja pallida
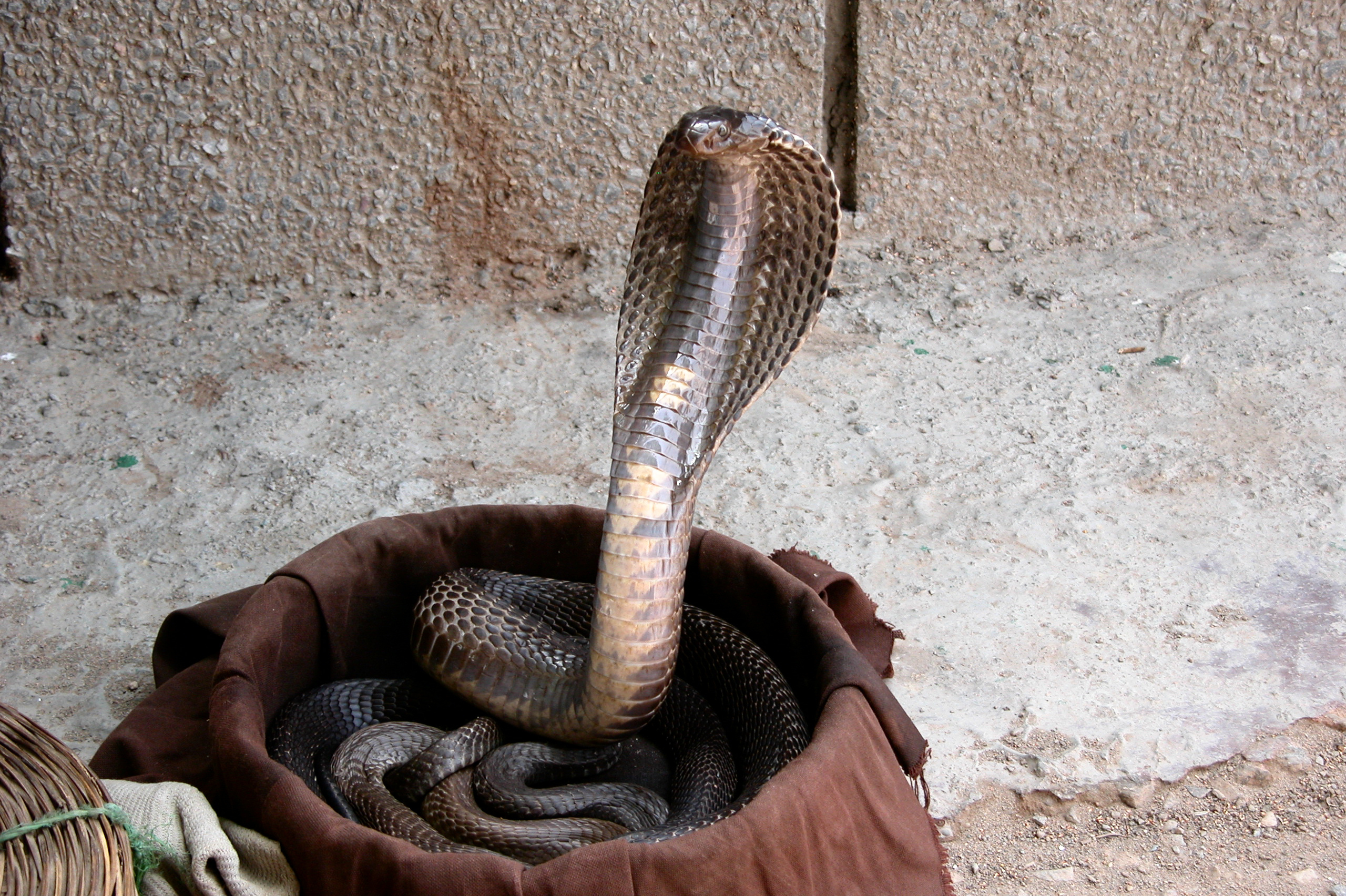
Naja naja